# 飓风伊莎贝尔
飓风伊莎贝尔（英語：Hurricane Isabel）是2003年大西洋飓风季期间最强烈，造成损失最惨重，死亡人数最多的飓风，也是该季第9个获得命名的风暴，第5个飓风和第2个大型飓风，于9月6日在大西洋热带海域的佛得角附近由一股东风波形成。系统朝西北方向前进，进入一片水温较高，风切变很弱的环境后稳步加强，于9月11日达到风速每小时270公里的最高强度。经过四天的强度波动后，飓风逐渐减弱，于9月18日在北卡罗莱纳州的外滩群岛以风速每小时165公里的强度登陆。风暴登陆后迅速减弱，于次日在宾夕法尼亚州西部转变为温带气旋。
伊莎贝尔产生的风暴潮在北卡罗莱纳州冲走了哈特拉斯岛（Hatteras Island）的一部分，这里形成了新的水湾，并非正式地命名为伊莎贝尔水湾。外滩群岛受到了最为沉重的打击，成千上万的民宅受损甚至被完全摧毁。因这场飓风造成死亡人数最多，遭受经济损失最严重的是弗吉尼亚州，特别是在汉普顿锚地区域以及多条河流沿岸，甚至向西面和北方远至里士满和美国首都哥伦比亚特区都受到了严重影响。整个风暴导致的人员伤亡有68%发生在北卡罗莱纳州和弗吉尼亚州，经济损失则有约64%。弗吉尼亚州多个地区供电服务中断了数天之久，一些农村地区停电时间更长达几个星期，还有局部地区的水灾导致了数千美元损失。
从大西洋沿岸远至西弗吉尼亚州都遭受了中到重度的损失。美国东部约有600万居民因飓风产生的狂风而失去电力供应。风暴产生的降雨从南卡罗莱纳州一直延伸到缅因州，并向西延伸至密歇根州。伊莎贝尔给沿途共计造成了约30.6亿美元（2003年美元，相当于88.9億2025年美元）的经济损失，全美共计有来自7个州的16人直接因这场飓风遇难，还有6个州以及加拿大一个省的35人间接因风暴而丧生。

## 气象历史
9月1日，一股东风波离开非洲海岸。一片与东风波关联的低气压区缓慢向西行进，其对流起初表现出了较好的组织性。9月3日，系统在佛得角群岛以南经过，其内部的组织已经瓦解，不过次日对流就有所增加。系统逐渐组织起来，气象部门于9月5日清晨开始使用德沃夏克分析法对其进行归类。根据封闭式表面环流的发展，气象部门估计系统于9月6日清晨达到热带低气压强度，并将其归类为这年的第13号热带低气压。几个小时后，低气压已经增强至热带风暴强度，美国国家飓风中心因此将其命名为伊莎贝尔（Isabel），不过在实际操作上，美国国家飓风中心在是其发展成热带风暴13小时后才开始发布针对伊莎贝尔的公告。
由于进入了一片风切变较轻微，水温较高的海域，伊莎贝尔逐渐地组织起来，其中心附近的圆形深层对流区周围发展出弧形的带状特征。风暴在向西北偏西方向移动的过程中稳步加强，于9月7日达到飓风强度，随后在最深层对流附近发展出一个巨大但不规则的风眼。风眼、飓风的整体对流格局以及外流的组织性都稳定地得到改善，深层对流也迅速开始将60公里宽的风眼包围起来。9月8日，伊莎贝尔在位于巴布达岛东北偏东约2100公里洋面达到大型飓风强度。到了9月9日，飓风达到了风速每小时215公里的第一波最高强度并保持了约24小时之久，这个风速是萨菲尔-辛普森飓风等级中四级飓风的最低标准。

飓风伊莎贝尔在北卡罗莱纳州登陆

9月10日清晨，风眼墙的界限变得模糊，风眼附近的对流有所削弱，并且东北风向的外流也略微受到了限制。伊莎贝尔的强度也略有下降，成为三级飓风。由于受到百慕大至亚速尔群岛副热带高压脊的影响，飓风略朝西面转向，到了9月10日晚，伊莎贝尔的风眼墙组织性逐渐改善，附近的对流有所深化，系统再度增强到四级飓风标准。飓风还在继续增强，于9月11日达到风速每小时270公里的最高强度，达到了五级飓风的标准。由于眼墙置换的影响，伊莎贝尔的强度略有下降，但仍然达到五级飓风标准并维持了24小时。随着伊莎贝尔进入又一轮眼墙置换周期，其表面的外流有所退化，风眼周围的对流也相应减弱，到了9月13日清晨，风暴减弱成一个较强烈的四级飓风。飓风北面的高压脊存在一处弱点，伊莎贝尔因此转向西北偏西。眼墙置换周期完成后，飓风中65公里宽的风眼变得更加清晰，伊莎贝尔也在13号晚上再度达到五级飓风标准。美国国家海洋和大气管理局的一架飓风猎人侦察机飞入飓风中发出投落送，测得的瞬间风速高达每小时375公里，创下了大西洋飓风最强瞬间风速的新纪录。此后不久云顶再度回暖，伊莎贝尔于9月14日清晨又一次减弱成一个较强烈的四级飓风。不过到了当天晚些时候又重新组织并在位于波多黎各圣胡安以北约650公里海域时第三度达到五级飓风强度。
9月15日清晨，风暴中心顶部的云层导致伊莎贝尔又一次减弱为四级飓风。当天晚些时候，深层对流的内部核心开始退化，同时风眼也开始衰减。由于西北方向有一个东南走向的高压脊形成，伊莎贝尔转向西北偏北，并且行进速度放缓。垂直切变的逐渐增强使飓风强度进一步减弱，于9月16日在北卡罗莱纳州哈特拉斯角（Cape Hatteras）东北方向约1035公里海域降级为二级飓风。虽然外流的组织性仍然良好，但对流强度仍然很弱，伊莎贝尔在二级飓风强度上保持了两天后于9月18日以每小时165公里风速在北卡罗莱纳州的了望岬（Cape Lookout）和奥克拉科克岛（Ocracoke Island）之间登陆。登陆后，风暴继续减弱，但由于其移动速度很快，伊莎贝尔的飓风强度一直保持到了9月19日清晨，这时已经到达弗吉尼亚州西部。以热带风暴强度穿过西弗吉尼亚州后，伊莎贝尔在宾夕法尼亚州西部上空转变成温带气旋，笼罩区域包括了匹兹堡。系统经伊利湖进入加拿大。9月20日清晨，伊莎贝尔的残留被安大略科克伦区上空的一个更大的温带风暴吸收。

## 防灾措施

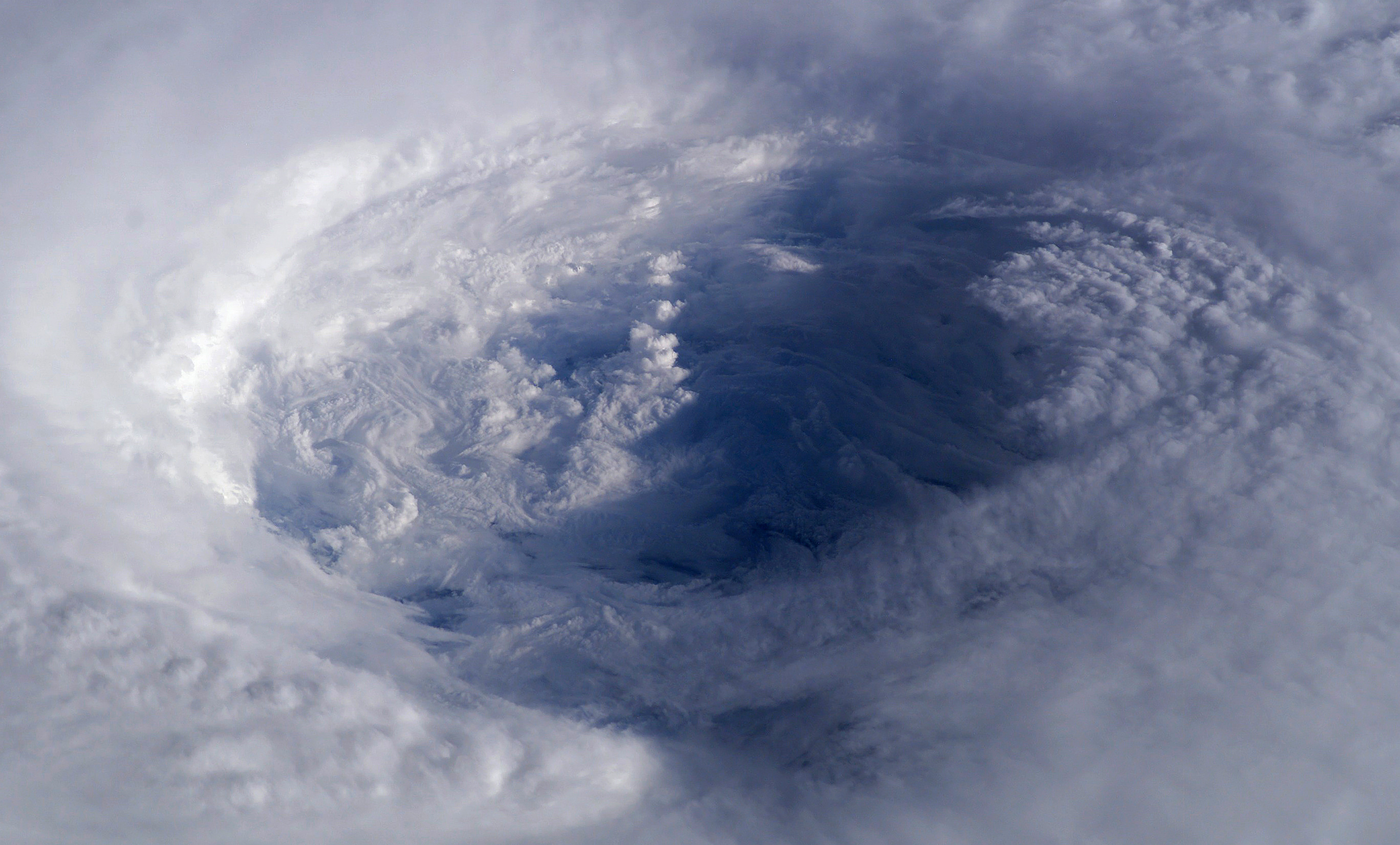
从国际空间站上观察飓风伊莎贝尔的风眼

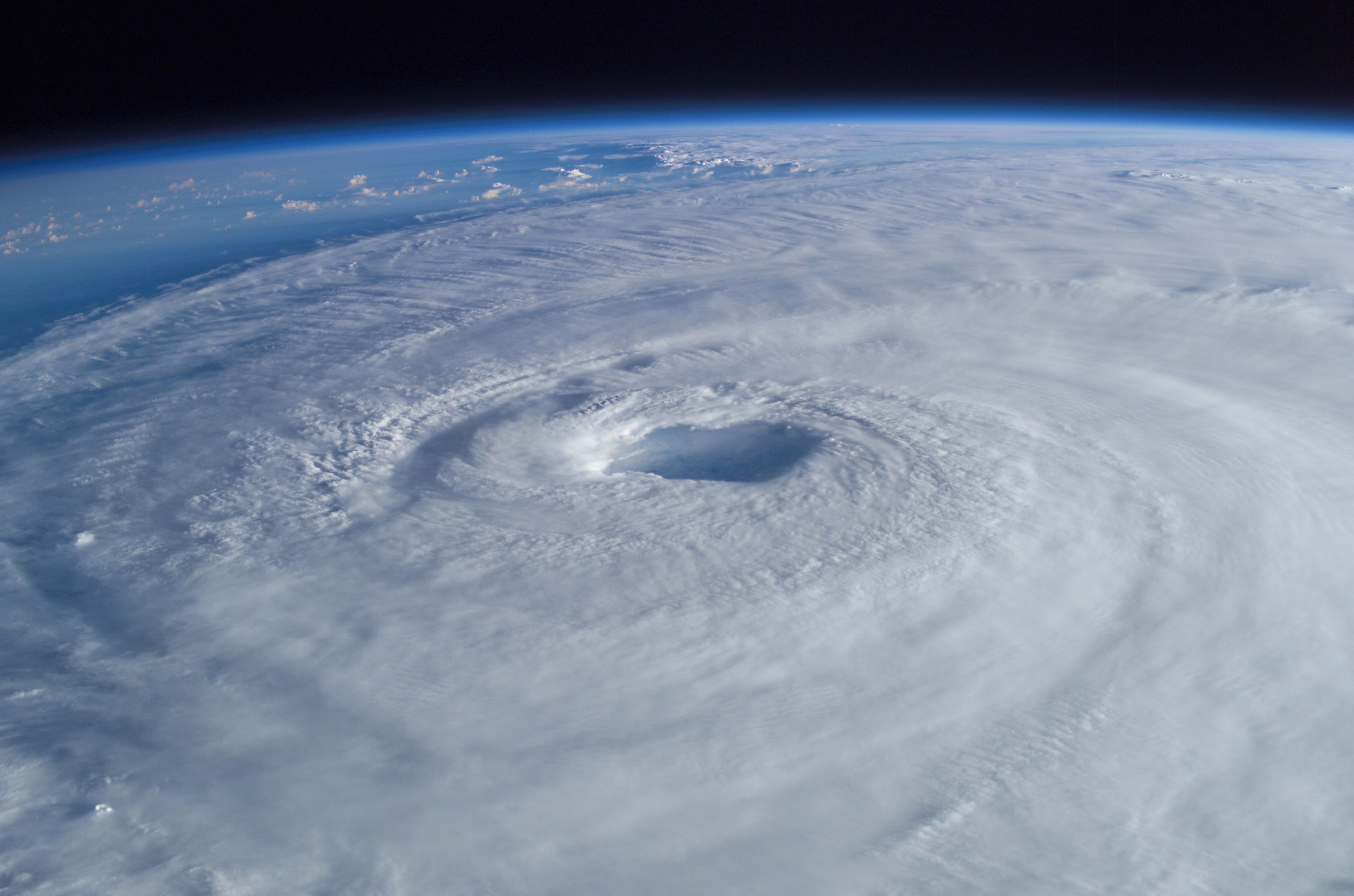
在国际空间站上以更广阔的视野观察飓风伊莎贝尔

伊莎贝尔登陆两天前，美国国家飓风中心向南卡罗莱纳州利特尔里弗（Little River）到弗吉尼亚州阿可麦克县钦科蒂格（Chincoteague）之间地区发布了飓风观察预警，预警地区还包括帕姆利科湾（Pamlico Sound）、阿尔比马尔湾（Albemarle Sound）和下切萨皮克湾，还向南卡罗莱纳州利特尔里弗以南至桑蒂河（Santee River）河口之间地区，以及从钦科蒂格，弗吉尼亚州北部到新泽西州的小埃格湾（Little Egg Inlet）之间地区发布了热带风暴观察预警。美国东岸各个地区都相继收到飓风或热带风暴警告。到伊莎贝尔最终登陆时，从弗吉尼亚州钦科蒂格到纽约州法尔岛（Fire Island）以及北卡罗莱纳州恐怖角（Cape Fear）到南卡罗莱纳州桑蒂河河口之间地区的热带风暴警告仍然有效，而钦科蒂格到恐怖角之间还存在飓风警告。气象部门对本场风暴的登陆预测非常准确，其三天前对飓风登陆的路径预报平均误差仅为58公里，而48小时前的路径预报误差则减少到了29公里。
北卡罗莱纳州、弗吉尼亚州和马里兰州共有24个县官方宣布实行强制撤离，但总体上大部分人都选择了留下来。根据美国商务部所进行的一项调查显示，外滩群岛约有45%的居民疏散，帕姆利科湾周边和弗吉尼亚州都只有23%的公民撤离，马里兰州居民疏散率更低至15%。伊莎贝尔的威胁令成千上万的居民初迫撤离，其中大部分来自北卡罗莱纳州和弗吉尼亚州，有超过12000居民留在紧急避难所。
美国东岸有19个主要机场予以关闭，超过1500架次航班取消。华盛顿地铁和地铁巴士系统在风暴来临前关闭，美铁取消了几乎所有南下前往该国首都的列车。预计伊莎贝尔会行经路线上的学校和商店都提前关闭进行防灾准备，五金和家装店的胶合板、手电筒、电池和便携式发电机生意火爆，附近居民都争相购买以便对风暴来袭做好准备。美国联邦政府暂时关闭，仅有紧急工作人员例外。美国海军下令诺福克附近的40艘舰艇和潜艇以及数十架飞机转移。
阿灵顿国家公墓为其无名冢制订了应急方案，如果风速超过每小时193公里，守卫可以进入位于陵墓广场上方的奖杯陈列室躲避，他们也可以从这里清晰地看到墓地的情况，不过这一方案最终没有付诸实施。不过该方案催生出一个都市传奇，称看守墓地的第三步兵获命寻求庇护躲避飓风，但他们有意地违抗了这道命令，坚持留下来继续看守。
9月18日，加拿大飓风中心向安大略南部部分地区发布了暴雨和狂风警告，安大略湖、伊利湖东部，圣劳伦斯河和乔治亚湾区域还收到了烈风警告。9月14日的一则新闻报道中警告称，这场飓风可能会导致与49年前飓风黑兹尔类似的灾难性后果，引发了媒体对飓风的广泛报道。研究人员坐上飞机飞入雷雨中对伊莎贝尔转变成温带风暴的结构进行研究，之前还有研究人员对2000年的飓风迈克尔（Michael）和2001年的热带风暴卡伦（Karen）进行过类似的研究，但这次由于机上结冰，飞机被迫降落。

## 影响
| 地区         | 死亡人数 | 死亡人数 | 经济损失 （2003年美元） |
| 地区         | 直接     | 间接     | 经济损失 （2003年美元） |
| ------------ | -------- | -------- | ----------------------- |
| 佛罗里达州   | 1        | 0        | 0                       |
| 北卡罗莱纳州 | 1        | 2        | 4.5亿美元               |
| 弗吉尼亚州   | 10       | 22       | 18.5亿美元              |
| 西弗吉尼亚州 | 0        | 0        | 2000万美元              |
| 哥伦比亚特区 | 0        | 1        | 1.25亿美元              |
| 马里兰州     | 1        | 6        | 8.2亿美元               |
| 特拉华州     | 0        | 0        | 4000万美元              |
| 宾夕法尼亚州 | 0        | 2        | 1.6亿美元               |
| 新泽西州     | 1        | 1        | 5000万美元              |
| 纽约州       | 1        | 0        | 9000万美元              |
| 罗德岛州     | 1        | 0        | 0                       |
| 安大略       | 0        | 1        | ?                       |
| 共计         | 16       | 35       | 36亿美元                |

飓风伊莎贝尔给北卡罗莱纳州到新英格兰，甚至向西远至西弗吉尼亚州的广大地区带去了狂风，同时由于之前的降雨导致土壤湿润，狂风行进路径上刮倒了许多树木和电线杆，一度导致600万用户失去电力供应。弗吉尼亚州沿海部分地区，特别是汉普顿锚地以及北卡罗莱纳州东北部断电时间接近一个月。巨浪和强大的风暴潮席卷了沿海地区，北卡罗莱纳州东部和弗吉尼亚州东南部区域都报告因狂风和风暴潮遭受了严重的损失。伊莎贝尔给沿途地区一共造成了36亿美元（2003年美元，相当于59.6億2025年美元）的经济损失，还有51人遇难，其中有16人是直接因这场风暴而丧生。
宾夕法尼亚州、西弗吉尼亚州、马里兰州、新泽西州和特拉华州政府都宣传该州进入紧急状态。伊莎贝尔是继1999年9月的飓风弗洛伊德（Floyd）以来第一个对中大西洋各州和上南方构成威胁的大型飓风，其造成的损失主要来自洪灾，弗吉尼亚州部分地区的情况是继1972年的飓风艾格尼丝（Agnes）以来最惨重的。超过6000万人受到了一定程度的影响，这个数字与飓风弗洛伊德接近，但比其它任何一场近期发生的飓风都要多。

### 加勒比地区和美国东南部
大安的列斯群岛北部海岸受到了强大的海浪冲击，巴哈马也遭遇了强烈的涌浪。巴哈马的特殊地址位置曾保护佛罗里达州东南沿海免受大部分大西洋飓风引起的强烈涌浪袭击，然而，伊莎贝尔的力道、前进速度和行进路线相结合，产生的涌浪穿过普罗维登斯海峡，冲到了佛罗里达州东南部长约16公里的狭窄海岸线上，德拉海滩出现了高达4.3米的巨浪。博因顿海滩有一艘船因涌浪而倾覆，船上两名乘客受伤，朱诺海滩附近有一位游泳者向救生员请求救援。棕櫚灘縣报告出现了轻度海岸浸蚀。该州北部的弗拉格勒海滩海浪达到4.5米高，导致当地码头因受损而关闭。拿骚县有一人在无人看守的海滩上冲浪，结果因遇上伊莎贝尔产生的离岸流而丧生，另外还有六人因遭遇离岸流而求救。之后海浪继续增大，这些海滩也予以关闭。
飓风的外围雨带给南卡罗莱纳州东北部的默特尔比奇带去了时速72公里的大风，不过降雨量不多，最高的洛里斯也只有34毫米。

### 北卡罗莱纳州

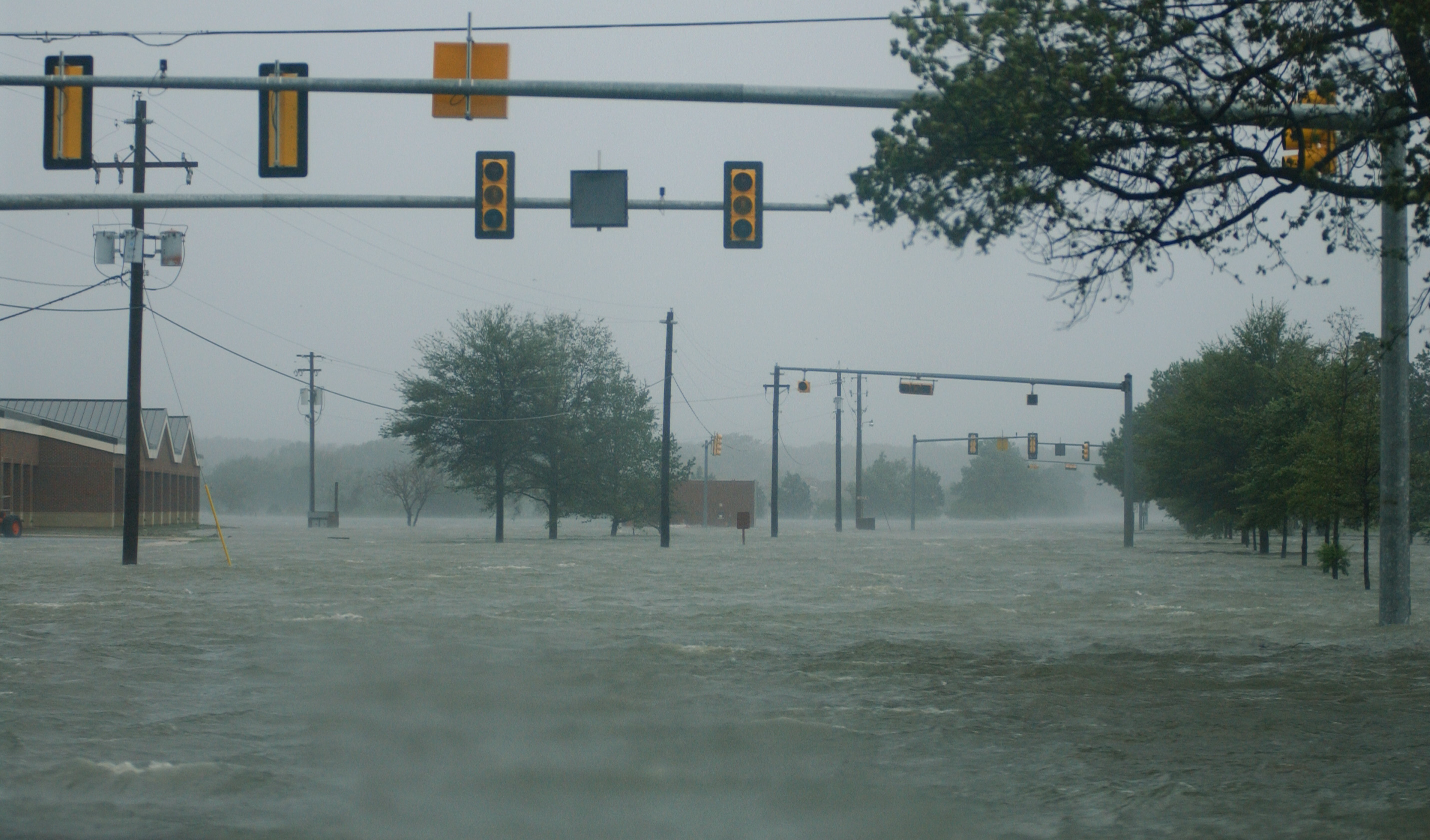
弗吉尼亚州汉普顿兰利空军基地因飓风伊莎贝尔而出现的洪水

伊莎贝尔给北卡罗莱纳州东部造成了中到重度的损失，总额达到4.5亿美元（2003年美元，相当于7.45億2025年美元）。受灾最为严重的是戴尔县，狂风和风暴潮引发的洪水令成千上万的房屋受损。风暴潮还在哈特拉斯岛上冲出了一个宽600米的水湾，这里之后也被非正式地称为伊莎贝尔水湾，哈特拉斯的陆路交通也因此中断了两个月之久。狂风在全州吹倒了成百上千的树木和电线杆，致使70万居民家中停电，不过大部分停电地区在几天后就恢复了电力供应。飓风还在该州直接造成一人死亡，间接导致两人丧生。

### 弗吉尼亚州
弗吉尼亚州东南部大部分地区都受到了风暴潮的冲击，其中里士满詹姆斯河沿岸估计达到最高的2.7米，这些潮水导致河流沿岸的民房严重受损，特别是在詹姆斯河流域中游沿岸。强烈的风暴潮突破了该州中城隧道的防洪闸，当时工人试图关闭防洪闸，但近17万立方米的洪水仅用40分钟就完全淹没了隧道，不过所有工人都勉强逃出生天。
风暴对电网的破坏结合洪水的影响，导致当地包括奥多明尼昂大学、诺福克州立大学在内的多所主要学府关闭了近一周。更内陆的地区报告降下暴雨，其中最高的上谢拉顿达513毫米，导致了损失和严重的洪灾。飓风带来的狂风摧毁上千幢房屋，还有九千多套受损，全州遭受的经济损失约为18.5亿美元（2003年美元，相当于30.6億2025年美元），创下该州史上热带气旋新纪录。伊莎贝尔致使该州32人遇难，其中十人属直接导致，22人间接引起。

### 中大西洋各州

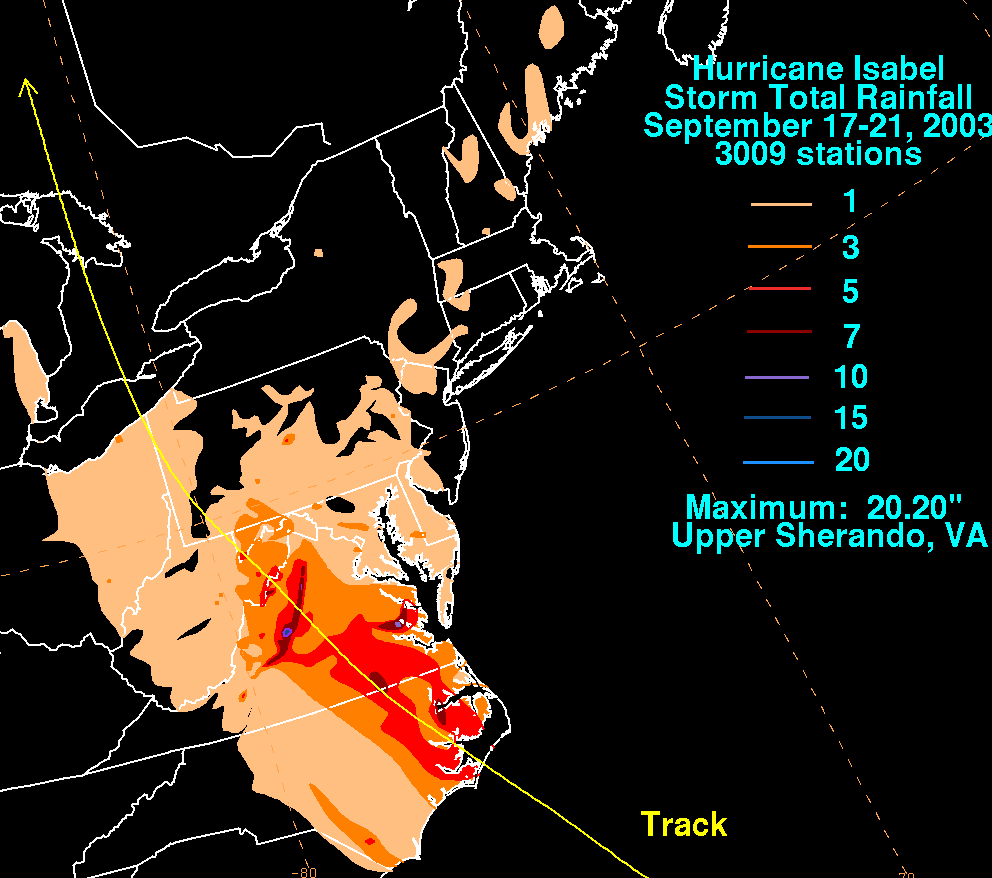
飓风伊莎贝尔的降雨量分布

马里兰州和哥伦比亚特区约有124万人失去电力供应。伊莎贝尔产生的风暴潮对这些地区造成了最严重的影响，淹没了沿海地区，并导致严重的海岸侵蚀。马里兰州东部有成百上千的建筑物因风暴潮和潮汐引发的洪水而受损甚至完全被摧毁。多切斯特县和萨默塞特县南部，以及安妮女王县的肯特岛（Kent Island）发生了最为严重的洪灾。马里兰州中部也有成千上万套房屋受到影响，巴尔的摩和安那波利斯报告因风暴潮而出现了严重的洪灾。哥伦比亚特区持续遭受了中等程度的损失，主要是由狂风引起。整个马里兰州和哥伦比亚特区的经济损失共达到约9.45亿美元（2003年美元，相当于15.7億2025年美元），还有一人直接因风暴引发的洪水而遇难。
特拉华州在伊莎贝尔来袭几天前刚因热带风暴亨利的残留引发洪灾，这场飓风又进一步加重了灾情。刘易斯出现了时速100公里的狂风，全州有大量树木和电线杆被刮倒，还吹断了许多树枝，导致至少15300人家中停电。强烈的海浪和风暴潮以及内陆地区的径流泛滥导致许多低洼地区被淹。飓风伊莎贝尔一共给该州造成了4000万美元（2003年美元，相当于6625萬2025年美元）的经济损失，不过幸运的是全州没有人员丧生。

### 美国东北部

进入加拿大上空的飓风伊莎贝尔

伊莎贝尔产生的狂风刮倒了新泽西州成百上千的树木和电线杆，导致数十万居民家中停电，有一人被倒下的树木砸死。海岸沿线因汹涌的海浪和中等强度的风暴潮而引发了中到重度的海岸侵蚀，还有一人在海浪中淹死。全州经济损失达到5000万美元（2003年美元，相当于2025年的8281萬美元）。
飓风伊莎贝尔给宾夕法尼亚州造成了1.6亿美元（2003年美元，相当于2025年的2.65億美元）的经济损失。有一人出现了一氧化碳中毒，据信是因为他于停电后在通风不畅的地方操作发电机所致。狂风将树木刮倒并砸在电缆上，数十幢房屋和汽车被树砸伤，还有约140万户居民家中停电。
纽约州遭受了9000万美元（2003年美元，相当于1.49億2025年美元）的经济损失，佛蒙特州也报告了约10万美元（2003年美元，相当于2025年的166,000美元）的损失。全州各处都有树木和电线杆被狂风吹倒，导致局部地区停电。还有两人因伊莎贝尔产生的大浪而遇难。

### 其它地区
风暴给西弗吉尼亚州带去了中等程度降水，其中降雨量最高的舒格格罗夫（Sugar Grove）附近达到175毫米。降雨引起泥石流和山洪爆发，堵塞了多条道路，还冲跨了两座桥梁。波托马克河位于斯普林菲尔德（Springfield）附近河段涨至7.5米深，比洪水标准还高2.8米。迈克尔菲尔德（Michael Field）的一处大堤被洪水冲垮，米纳勒尔县有一所学校和14个地下室被淹。杰弗逊县有一辆车冲进了洪水中，车上两人向外求救。虽然风暴给该州带去的持续风速不高，但马丁斯堡的阵风时速还是达到了74公里。由于地面已被雨水和洪水浸湿，阵风扳倒了成千上万的树木和电线杆，并且倒在住房和道路上造成了进一步损失。全州有约140万居民家中断电，经济损失达到2000万美元（2003年美元，相当于3313萬2025年美元），不过幸运的是没有出现人员死亡的报道，只有三人因飓风受伤。
俄亥俄州东部普降小到中雨，局部地区报告的降雨量超过75毫米。伊莎贝尔的湿气还给密歇根州东部带去了降水，其中最高的芒特克莱门斯（Mount Clemens）达到39毫米。此外根据多普勒气象雷达的数据，估计圣克莱尔县的降雨量达到64毫米。不过这两个州都没有出现因伊莎贝尔导致经济损失或人员伤亡的报道。
伊莎贝尔产生的涌浪给新斯科舍的大西洋沿岸带去了中等高度海浪，其中又以缅因湾最为典型，安大略湖也因风暴产生大浪，其西半部的浪高达到4米。海浪超过了哈密尔顿的海堤喷酒到沿海街道上。风暴带去的最高降雨量为59毫米，引发了轻度洪水和交通事故，有一人在事故中丧生。约有27000人家中停电，其中大部分居住在多伦多附近。伊莎贝尔和加拿大东部上空的一个高压系统之间强烈的压力梯度在整个安大略湖和伊利湖区域产生了强烈的东风。安大略湖的一个浮标记录到时速78公里的最高阵风风速，安大略科尔本港（Port Colborne）的阵风风速更达到了每小时81公里。

## 余波

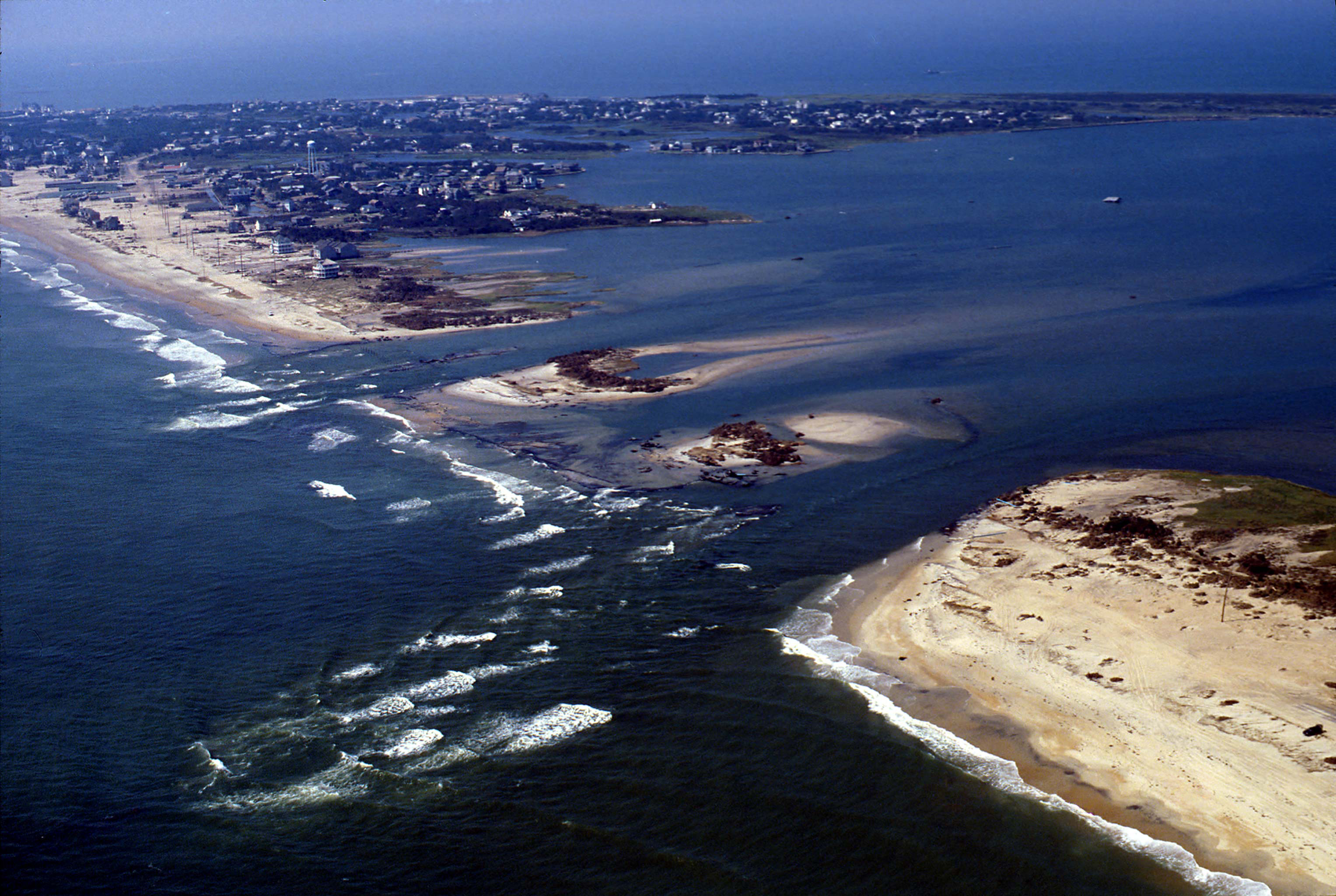
飓风伊莎贝尔对屏障岛造成的破坏

飓风过去约一星期后，美国总统乔治·沃克·布什宣布北卡罗莱纳州的36个县，弗吉尼亚州的77个县和自治市，整个马里兰州和特拉华州，以及西弗吉尼亚州的6个县为灾区。这些地区因此可以获得联邦基金的援助重建家园。伊莎贝尔过去约4个月后，动用的灾难援助金额达到约5.16亿美元（2003年美元，相当于8.55億2025年美元），其中大部分用在北卡罗莱纳州和弗吉尼亚州。超过16.6万居民申请了单独援助，一共获得了约1.17亿美元（2003年美元，相当于1.94億2025年美元）以修建临时房屋并对住房加以修补。约5万名店主申请了小型企业管理局贷款，共计获得了约1.78亿美元（2003年美元，相当于2.95億2025年美元）。约4万人访问了地方灾难恢复中心，这里旨在向人们提供飓风过后的相关附加信息。
北卡罗莱纳州的哈特拉斯因伊莎贝尔水湾的形成而导致成百上千的居民被困。由于飓风导致道路受损，外滩群岛上连续两个星期只允许当地居民进入及居留。游客终于获许进入后，许多人大胆地前往查看新形成的水湾，这里距最近的道路都需要步行1.6公里。起初曾考虑修筑桥梁或是增加渡轮系统来作为伊莎贝尔水湾交通问题的长期解决方案，不过最终还是决定使用沙子对水湾进行填充。沿海地质学家反对这一填充方案，他们表示外滩群岛的发展都依赖于飓风形成的水湾。疏浚工程于飓风袭击后约一个月的10月17日开始。美国地质调查局使用的沙子主要来自于哈特拉斯岛西南部的轮渡海峡，这一方面是为了尽可能减少对沉水植物的影响，同时也是为了疏通飓风期间被填满的海峡。飓风袭击约两个月后的11月22日，北卡罗莱纳州12号高速公路和哈特拉斯岛都重新向公众开放。当天重新开放的还有哈特拉斯岛到奥克拉科克岛的轮渡服务。
西弗吉尼亚州停电的地区在一星期内相继恢复。加拿大各地的电力工人对从马里兰州到北卡罗莱纳州的多家受到严重影响的供电公司提供协助。魁北克电力公司派出25支队伍前往纽约市周边地区协助恢复供电。
由于这场飓风造成了大范围的严重财产损失并造成大量人员伤亡，其名称“伊莎贝尔”也在2003年飓风季后退役，不会再在将来的大西洋热带气旋中使用。用来替换的新名称是（音译“艾达”），这个名称在2009年大西洋飓风季中首度使用。世界气象组织还曾考虑用（音译“伊娜”）和（音译“艾维”）来进行替换。